# Глаз в яйце
«Глаз в яйце» (эст. Silm munas) — картина эстонского художника Юло Соостера, созданная им в 1962 году. Работа 75,0×109,5 см, выполнена маслом на бумаге. На ней изображена абстрактная яйцевидная форма, которая «открывается зрителю» бесконечное число раз.
Картина написана в период после освобождения художника после 7 лет каторжных работ в Карагандинском лагере, в тот период, когда он жил в Москве на Сретенском бульваре вместе с несколькими другими художниками. В это время он рисовал и создавал другие работы в нонконформистском стиле. Соостер в то время экспериментировал с формой яйца и находился под влиянием бельгийского художника-сюрреалиста Рене Франсуа Гислен Магритта, известного своими остроумными и, вместе с тем, поэтически загадочными работами. В работах Соостера яйца и их форма символизировали бесконечность, эволюцию и «опыт безвременья». В последующих работах Соостера было так много повторений данной формы (iconic personal mythology), что на его могиле было изображено каменное яйцо.
Критики отмечали, что форма яйца у Соостера не является точной, и что «глаз», присутствующий в названии работы, может относиться к центральным дверцам-ставням, подобным затворам у линз в фотокамере: это может являться отсылкой и к камерам наблюдения, «шпионажу». Края «формы яйца» имеют чёткие очертания — как бы сделанные из металла; кроме того, в работе использован тромплёй (или обманка, trompe-l'œil) — технический приём, целью которого является создание оптической иллюзии того, что изображённый объект находится в трёхмерном пространстве. В совокупности они создают ощущение машины или механизма — «глаз» выглядит так, как будто может «механически моргать».
1 декабря 1962 года работа «Глаз в яйце» была показана на знаменитой выставке художников-авангардистов студии «Новая реальность» в Манеже, приуроченной к 30-летию создания московского отделения Союза художников СССР: «Около девяти часов вечера мы [художники], кто на машине с работами, кто на такси подъезжали к Манежу, у входа нас встречали сотрудники аппарата ЦК, в основном руководящие работники. Вероятно, они боялись, что мы не приедем совсем, и очень были рады, шутили и, улыбаясь, помогали заносить картины в вестибюль и на второй этаж, где, к моему великому изумлению, уже на полу стояли скульптуры Эрнста Неизвестного, а вдоль стен компоновали свои картины В. Янкилевский, Ю. Соостер и Ю. Соболев».
Считается, что Соостер надеялся получить признание советских зрителей и критиков, предлагая им своё «современное искусство», но получил обратную реакцию — и угрозы от Никиты Хрущёва отправить Соостера, наряду с другими художниками, в ссылку: «Хрущёв… улыбнулся, махнул рукой и пошёл в следующий зал, где висели работы Соостера, Янкилевского и Соболева. Зал был очень маленький. Все вошли в него, было душно и шумно. Хрущёв подозвал Соостера, задал ему вопрос о родителях, а Соостер начал что-то говорить о своих работах, говорил с прибалтийским акцентом. Хрущёв одно — он другое. Хрущёв, которому не чуждо было чувство юмора, ничего толком не понимая, улыбался. [Александр] Шелепин подошёл к картине Соостера, на картине было изображено яйцо, а внутри ещё яйцо, Шелепин, обращаясь к Хрущёву, злобно произнес: „Это не так просто, в картине заложена идея, враждебная нам, что знания наши только оболочка, а внутри что-то совсем иное“».
Сейчас картина находится в коллекции Художественного музея в эстонском Тарту (TKM TR 18165 M 3895).